# چا سونگ وون
چا سونگ وون (کره‌ای: 차승원؛ زادهٔ ۷ ژوئن ۱۹۷۰) بازیگر اهل کره جنوبی است و در دههٔ ۱۹۹۰ حرفهٔ خود را به عنوان فشن مدل آغاز کرد. او در مجموعه‌های تلویزیونی آتنا: الهه جنگ، بزرگترین عشق، همگی محاصره شده‌اید، جونگ میونگ، ادیسه کره‌ای و غم‌های ما ایفای نقش کرده‌است.